# 潘照文
潘照文（1988年8月24日—）是臺灣女性新聞主播、主持人，現任鏡電視新聞台《鏡電視午間新聞》主播、氣象主播。曾任三立新聞台記者、主播、中天新聞台醫療線記者、鏡電視新聞台《早安進行式》主播、《少年新聞週記》主持人。

## 經歷
- 中天新聞台醫療線記者。
- 三立新聞台記者、主播。

## 主持節目及播報時段
- 平日《午間新聞》
- 平日《整點新聞》
- 平日午間氣象

## 外部連結
- 鏡新聞主播_潘照文 （页面存档备份，存于）
- 潘照文的Facebook專頁
- 潘照文的Instagram帳戶